# Daiki Kamikawa
Daiki Kamikawa (jap. 上川大樹 Kamikawa Daiki; ur. 9 listopada 1989 w prefekturze Yamaguchi) – japoński judoka, mistrz świata.
Największym sukcesem zawodnika jest złoty medal mistrzostw świata w 2010 roku w kategorii open.